# Snowboard nos Jogos Olímpicos de Inverno de 2022 - Slalom gigante paralelo feminino
O slalom gigante feminino do snowboard nos Jogos Olímpicos de Inverno de 2022 ocorreu no dia 8 de fevereiro no Parque de Neve Genting, em Zhangjiakou.

## Medalhistas
| Ouro   | CZE Ester Ledecká  |
| Prata  | AUT Daniela Ulbing |
| Bronze | SLO Glorija Kotnik |

## Resultados

### Qualificação
| Pos. | Bib | Atleta                     | País                | Rota azul | Rota vermelha | Total   | Notas |  |
| ---- | --- | -------------------------- | ------------------- | --------- | ------------- | ------- | ----- |  |
| 1    | 12  | Ester Ledecká              | CZE República Checa | 41.38     | 42.25         | 1:23.63 | Q     |  |
| 2    | 6   | Ramona Theresia Hofmeister | GER Alemanha        | 42.14     | 44.06         | 1:26.20 | Q     |  |
| 3    | 5   | Tsubaki Miki               | JPN Japão           | 44.52     | 42.63         | 1:27.15 | Q     |  |
| 4    | 2   | Sofia Nadyrshina           | ROC                 | 42.84     | 44.38         | 1:27.22 | Q     |  |
| 5    | 7   | Julia Dujmovits            | AUT Áustria         | 44.50     | 42.93         | 1:27.43 | Q     |  |
| 6    | 3   | Carolin Langenhorst        | GER Alemanha        | 45.35     | 42.25         | 1:27.60 | Q     |  |
| 7    | 14  | Daniela Ulbing             | AUT Áustria         | 43.16     | 44.61         | 1:27.77 | Q     |  |
| 8    | 1   | Aleksandra Król            | POL Polônia         | 45.14     | 42.96         | 1:28.10 | Q     |  |
| 9    | 10  | Polina Smolentsova         | ROC                 | 43.85     | 44.31         | 1:28.16 | Q     |  |
| 10   | 20  | Megan Farrell              | CAN Canadá          | 43.96     | 44.41         | 1:28.37 | Q     |  |
| 11   | 16  | Julie Zogg                 | SUI Suíça           | 43.90     | 44.50         | 1:28.40 | Q     |  |
| 12   | 4   | Patrizia Kummer            | SUI Suíça           | 43.52     | 44.96         | 1:28.48 | Q     |  |
| 13   | 18  | Michelle Dekker            | NED Países Baixos   | 43.64     | 45.09         | 1:28.73 | Q     |  |
| 14   | 24  | Glorija Kotnik             | SLO Eslovênia       | 43.44     | 45.09         | 1:28.73 | Q     |  |
| 15   | 17  | Tomoka Takeuchi            | JPN Japão           | 45.32     | 43.51         | 1:28.83 | Q     |  |
| 16   | 8   | Nadya Ochner               | ITA Itália          | 43.91     | 44.93         | 1:28.84 | Q     |  |
| 17   | 13  | Ladina Jenny               | SUI Suíça           | 45.02     | 43.96         | 1:28.98 |       |  |
| 18   | 26  | Jeong Hae-rim              | KOR Coreia do Sul   | 43.63     | 45.47         | 1:29.10 |       |  |
| 19   | 23  | Gong Naiying               | CHN China           | 45.62     | 43.69         | 1:29.31 |       |  |
| 20   | 11  | Natalia Soboleva           | ROC                 | 45.85     | 44.09         | 1:29.94 |       |  |
| 21   | 31  | Kaylie Buck                | CAN Canadá          | 46.02     | 44.12         | 1:30.14 |       |  |
| 22   | 27  | Weronika Biela             | POL Polônia         | 46.16     | 44.59         | 1:30.75 |       |  |
| 23   | 29  | Zuzana Maderová            | CZE República Checa | 48.05     | 46.54         | 1:34.59 |       |  |
| 24   | 30  | Aleksandra Michalik        | POL Polônia         | 51.06     | 46.05         | 1:37.11 |       |  |
| 25   | 21  | Zang Ruxin                 | CHN China           | 46.22     | 51.26         | 1:37.48 |       |  |
| 26   | 25  | Annamari Dancha            | UKR Ucrânia         | 48.82     | 48.97         | 1:37.79 |       |  |
| 27   | 9   | Melanie Hochreiter         | GER Alemanha        | 1:00.30   | 42.44         | 1:42.74 |       |  |
| 28   | 19  | Jessica Keiser             | SUI Suíça           | 59.85     | 47.30         | 1:47.15 |       |  |
| 29   | 22  | Lucia Dalmasso             | ITA Itália          | 54.68     | 53.00         | 1:47.68 |       |  |
| 30   | 15  | Milena Bykova              | ROC                 | DSQ       | 45.17         | DSQ     |       |  |
| 31   | 28  | Jennifer Hawkrigg          | CAN Canadá          | DNF       | 99            | DNF     | DSQ   |  |

### Fase eliminatória
| Oitavas de final | Oitavas de final | Oitavas de final |  |  | Quartas de final | Quartas de final | Quartas de final |  |  | Semifinais | Semifinais  | Semifinais |  |                     | Final               | Final               | Final |
|                  |                  |                  |  |  |                  |                  |                  |  |  |            |             |            |  |                     |                     |                     |       |
| 4                | ROC Nadyrshina   | +0.03            |  |  |                  |                  |                  |  |  |            |             |            |  |                     |                     |                     |       |
| 13               | NED Dekker       |                  |  |  | 13               | NED Dekker       |                  |  |  |            |             |            |  |                     |                     |                     |       |
| 5                | AUT Dujmovits    |                  |  |  | 5                | AUT Dujmovits    | +4.29            |  |  |            |             |            |  |                     |                     |                     |       |
| 12               | SUI Kummer       | +0.20            |  |  |                  |                  |                  |  |  | 13         | NED Dekker  | DNF        |  |                     |                     |                     |       |
| 8                | POL Król         |                  |  |  |                  |                  |                  |  |  | 1          | CZE Ledecká |            |  |                     |                     |                     |       |
| 9                | ROC Smolentsova  | +0.16            |  |  | 8                | POL Król         | DNF              |  |  |            |             |            |  |                     |                     |                     |       |
| 1                | CZE Ledecká      |                  |  |  | 1                | CZE Ledecká      |                  |  |  |            |             |            |  |                     |                     |                     |       |
| 16               | ITA Ochner       | DNF              |  |  |                  |                  |                  |  |  |            |             |            |  |                     | 1                   | CZE Ledecká         |       |
| 2                | GER Hofmeister   |                  |  |  |                  |                  |                  |  |  |            |             |            |  |                     | 7                   | AUT Ulbing          | DNF   |
| 15               | JPN Takeuchi     | DNF              |  |  | 2                | GER Hofmeister   | +0.14            |  |  |            |             |            |  |                     |                     |                     |       |
| 7                | AUT Ulbing       |                  |  |  | 7                | AUT Ulbing       |                  |  |  |            |             |            |  |                     |                     |                     |       |
| 10               | CAN Farrell      | +0.50            |  |  |                  |                  |                  |  |  | 7          | AUT Ulbing  |            |  |                     |                     |                     |       |
| 6                | GER Langenhorst  |                  |  |  |                  |                  |                  |  |  | 14         | SLO Kotnik  | +0.21      |  |                     |                     |                     |       |
| 11               | SUI Zogg         | +0.08            |  |  | 6                | GER Langenhorst  | +0.15            |  |  |            |             |            |  | Disputa pelo bronze | Disputa pelo bronze | Disputa pelo bronze |       |
| 3                | JPN Miki         | DNF              |  |  | 14               | SLO Kotnik       |                  |  |  |            |             |            |  |                     | 13                  | NED Dekker          | DNF   |
| 14               | SLO Kotnik       |                  |  |  |                  |                  |                  |  |  |            |             |            |  |                     | 14                  | SLO Kotnik          |       |

Legenda
| Recorde mundial      | Recorde mundial (World record)               |                       | Recorde africano                      | Recorde africano (African) |                                           | Q | Classificado por posição (Qualified) |
| Recorde olímpico     | Recorde olímpico (Olympic record)            | Recorde da América    | Recorde da América (Americas)         | q                          | Classificado por melhor tempo (Qualified) |   |                                      |
| Melhor marca do ano  | Melhor marca do ano (World leading)          | Recorde asiático      | Recorde asiático (Asian)              | DNS                        | Não largou (Did not start)                |   |                                      |
| Recorde nacional     | Recorde nacional (National record)           | Recorde europeu       | Recorde europeu (European)            | DNF                        | Não terminou (Did not finish)             |   |                                      |
| Recorde pessoal      | Recorde pessoal do atleta (Personal best)    | Recorde da Oceania    | Recorde da Oceania (Oceania)          | DSQ / DQ                   | Desclassificado (Disqualified)            |   |                                      |
| Recorde da temporada | Recorde da temporada do atleta (Season best) | Recorde sul-americano | Recorde sul-americano (South America) | NM                         | Sem marca (No mark)                       |   |                                      |